# 168P/Hergenrother
168P/Hergenrother, nota anche come cometa Hergenrother 1, è una cometa periodica appartenente alla famiglia delle comete gioviane scoperta dall'astronomo statunitense Carl W. Hergenrother.

## Orbita
La sua orbita attuale ha la particolarità di avere una MOID molto piccola sia col pianeta Giove che col pianeta Marte con la conseguenza che gli incontri ravvicinati con Giove potranno in futuro cambiare radicalmente l'orbita allo stesso modo con cui uno di essi in passato l'ha inserita nell'orbita attuale mentre la piccola MOID con Marte può aver dato origine ad uno sciame meteorico visibile dalla sua superficie: esempi di incontri ravvicinati sono quello del 4 gennaio 2123 con Giove a meno di 0,16 U.A. e quello del 26 aprile 2026 con Marte a meno di 10 milioni di km.

## Il passaggio del 2012
Nell'ottobre 2012 la cometa ha raggiunto una luminosità di centinaia di volte superiore a quella prevista dalle effemeridi a causa della frammentazione del suo nucleo: l'iniziale scissione in due frammenti è stata scoperta da un team di astrofili italiani dell'Associazione Friulana di Astronomia e Meteorologia guidati da Giovanni Sostero, il frammento secondario presentava una magnitudine apparente di 17, in seguito il nucleo si è scisso in almeno 4 frammenti.